# Fiat Boghetto 40C
Der Fiat Boghetto 40C (kurz: „Fiat 40“) war ein italienischer Traktor mit Raupenfahrwerk, der von 1939 bis 1947 gebaut wurde.

## Geschichte
Der seit 1932 gebaute Raupenschlepper Fiat 700C brauchte Ende der 1930er Jahre einen Nachfolger. Da Italien auf seinem Staatsgebiet über keinerlei Erdölvorkommen verfügte, wurde für den vor allem in der Landwirtschaft zu nutzenden Traktor ein Vielstoffmotor gewünscht, der statt mit Benzin auch mit Dieselkraftstoff, Ethanol, Heizöl, Palmöl oder Rizinusöl betrieben werden konnte: Ziel war es, Devisen dadurch zu sparen, dass kein Kraftstoff aus dem Ausland beschafft werden musste, und insbesondere auch unabhängig von ausländischen Embargos zu sein.
Der Traktor wurde im März 1939 auf der Landwirtschaftsmesse in Verona vorgestellt und ging anschließend in Fiats Zweigwerk OCI in Modena in Produktion. Bis 1947 wurden ca. 2400 Stück gebaut, die Produktion verteilt sich auf die einzelnen Jahre wie folgt:
| Baujahr | 1939 | 1940 | 1941 | 1942 | 1943 | 1944 | 1945–1947 |
| ------- | ---- | ---- | ---- | ---- | ---- | ---- | --------- |
| Anzahl  | 373  | 385  | 450  | 445  | 411  | 64   | ca. 270   |

Eine Reihe von Fiat Boghetto 40C wurde im Zweiten Weltkrieg von der italienischen Armee eingesetzt: meist bei Pionieren zum Ziehen von Pontonwagen und anderem Brückengerät, aber auch bei den Nachschubtruppen zum Ziehen von Anhängern und Kraftwagen in unwegsamem Gelände (libysche Wüste, Russland), ferner bei der Artillerie zum Ziehen der cannone da 105/28 M13. Von den 64 im Jahr 1944 gelieferten Traktoren gingen 48 an die Wehrmacht.
Ab 1946 erschien als Nachfolger der Fiat 50 mit dem kaum geänderten Fahrgestell des Fiat 40, jedoch wurde jetzt statt des Boghetto-Vielstoffmotors ein von OM in Lizenz gebauter Saurer-Dieselmotor verwendet.
Fiat Boghetto 40B
Der Fiat Boghetto 40B war eine bereits 1939 entwickelte Variante, die statt des Ketten- ein Radfahrgestell hatte. Von 1939 bis 1944 entstanden im Zweigwerk OCI in Modena 54 Stück, davon 36 Stück im Jahr 1944, die für die deutsche Wehrmacht gebaut wurden.

## Technische Daten
Der Motor wurde von Fortunato Boghetto, einem 1902 geborenen Physiker, Lehrer an der Universität Parma, entwickelt: Die Basis bildete der aus dem Fiat 700C bekannte Motor, dessen Bohrung um 5 mm vergrößert wurde. Die Besonderheit lag in einem langgestreckten zylindrischen Neben-Brennraum, der mit geringer Neigung (gegenüber der Zylinderachse) außermittig auf den Zylinderdeckel aufgesetzt und mit dem Zylinder durch eine Öffnung doppelkegelförmigen Profils verbunden war. Die Zündkerze war seitlich in diesem abgetrennten Brennraum angebracht, die Einspritzdüse am oberen Ende, der Einspritzdruck betrug 90–95 bar. Hiermit wurde ein abgemagertes Kraftstoff-Luft-Gemisch außerhalb einer Zone nahe der Zündkerze, dort ein zündfähiges Gemisch ohne Restgase, also eine geschichtete Ladung erzielt. Boghetto hatte entdeckt, dass der erhöhte Kraftstoffverbrauch eines niedrig verdichtenden Ottomotors durch die zu kleine Menge der eingeleiteten Luft verursacht wurde. Wenn der Zylinder dagegen mit ausreichend Luft versorgt war, brauchte man nur den Treibstoff so zu dosieren, dass das Gemisch nahe der Zündkerze ausreichend angereichert war, um einen ruhigen Lauf und sparsamen Treibstoffverbrauch zu gewährleisten. Der Boghetto-Motor erreichte bei Dreiviertellast einen spezifischen Kraftstoffverbrauch von 216 g/(PSh) bei 800/min und 223 g/(PSh) bei 1500/min, Werte, die etwa an einen schnelllaufenden Fahrzeug-Vorkammer-Dieselmotor herankommen.
„Der Boghetto-Motor wurde unter dem Gesichtspunkt entworfen, die Gemischbildung und den Teillastverbrauch des Hesselman-Motors durch schichtweise Ladung des Gemisches in einem abgeteilten Verbrennungsraum zu verbessern.“
Der wassergekühlte Vierzylindermotor des Typs Fiat/Boghetto 40 leistete an der Antriebswelle ca. 40 PS bei 1500/min, an der Riemenscheibe betrug die Leistung 31 PS. Die Bohrung betrug 95, der Hub 140 mm, der Hubraum also 3970 cm³, das Verdichtungsverhältnis betrug 7:1.
Das Getriebe hatte außer einem Rückwärtsgang drei Vorwärtsgänge, die Mindestgeschwindigkeit betrug 2,4, die Höchstgeschwindigkeit 8,5 km/h. Ab 1941 gab es wahlweise auch ein Vierganggetriebe. Der Tank fasste 70 Liter, das Fahrzeug wog 3630 kg. Die Bodenfreiheit betrug 31 cm, ebenso die Kettenbreite 31 cm, die Zugleistung im 1. Gang maximal 3,5 Tonnen.

## Fiat Boghetto 40B
Von der Radversion ist nur bekannt, dass sie auch den Boghetto-Vielstoffmotor hatte und dass nur die Hinterachse angetrieben war. Weitere technische Daten sind dem einschlägigen Schrifttum nicht zu entnehmen.